# Umm Qasr
Umm Qasr (arabisk: أم قصر, også tr. Um-qasir og Um-qasser) er en en havneby i Al Zubair distrikt i provinsen Al Basrah i Irak ved bredden af Shatt al-Arab, der fører til den Persiske Golf. Umm Qasr har 107.620(2005) indbyggere.

## Landsby til havneby
Umm Qasr var oprindeligt et lille fiskerleje, men blev flere gange brugt som en militærhavn, før han fremskyndede handler og job ved at bygge en dybhavskaj på kysten. Det siges at have været stedet hvor Alexander den Store landsteg i Mesopotamien i 325 f.v.t. Under anden verdenskrig blev der etableret en midlertidig havn, hvortil de allierede leverede forsyninger til videre forsendelse til Sovjetunionen. Havnen blev ikke vedligeholdt efter krigen. I 1950'erne planlagde kong Faisal IIs regering at etablere en permanent havn på stedet.
Efter den irakiske revolution i 1958 blev der etableret en flådebase ved Umm Qasr. Havnen blev senere grundlagt i 1961 af den irakiske premierminister general Abdul Karim Qassim. Havnen var tænkt som Iraks eneste "dybtvandshavn", hvilket skulle reducere landets afhængighed af den omstridte Shatt al-Arab-vandvej, der udgør grænsen til Iran. Havnefaciliteterne blev bygget af et konsortium af virksomheder fra Vesttyskland, Sverige og Libanon og var forbundet med en jernbanelinje til Basra og Bagdad. Havnen blev indviet i juli 1967.

## Under Irakkrigen
Umm Qasr var målet for en af de første store militære operationer under Irakkrigen den 29. marts 2003. Angrebet på havnen blev udført af Britiske Royal Marines, United States Marine Corps og polske GROM-tropper, men irakiske styrker gjorde uventet stærk modstand, det krævede således flere dages kamp før området blev ryddet for forsvarere. Efter vandvejen var sikret af angriberne spillede Umm Qasr en vigtig rolle som forsyningshavn.

## Efter Irakkrigen
Før angrebet på Irak i 2003 estimeredes indbyggertallet i Umm Qasr by til 46.000. Efter at have vokset fra en lille fiskerby i 1958, var der planlagt boligområder, til arbejdere på de tidligere statsejede industrier. Næsten hele befolkningen blev flyttet fra andre dele af Irak for at arbejde i statslige industrier. Havnen (og dens arbejdsstyrke) blev dramatisk forøget efter den første Golfkrig, delvis for at fjerne vitale funktioner fra Basra, der scene for et stort anti-regeringsopstand. En USAID kortlægning efterfølgende opgav at Umm Qasr "samlet består byen af 82 gader, hver gade har 72 huse. Op til tre til fire familier bor i hvert hus." Raporten beskrev derefter tre kvarterer:
- North Indian Camp (Hindi Court) i nord, med 6.600 mennesker og 37 gader
- South Indian Camp vest for byen, for det meste til havnearbejdere.
- Havn/Toldkontor med boliger og kontorer for Iraks Industriministerium; boliger for arbejderne i rør-, stål- og cementfabrikker.